# Aprositornis disjuncta
El hormiguero del Yapacana (Aprositornis disjuncta) es una especie de ave paseriforme de la familia Thamnophilidae, la única perteneciente al género monotípico Aprositornis. Anteriormente formaba parte del amplio género Myrmeciza, de donde fue separada recientemente, en 2013. Es nativo del norte de la cuenca amazónica en Sudamérica.

## Distribución y hábitat
Se distribuye de forma disjunta en el este de Colombia (Puerto Inírida y Caño Ima, Guainía), suroeste de Venezuela (oeste de Amazonas en las vecindades del Cerro Yapacana, poblado de Picua y margen izquierda del río Baría) y en el noroeste de Brasil (parque nacional Jaú, Amazonas y medio río Branco, Roraima).
Esta especie es muy local, donde puede ser muy común, en su hábitat natural, el suelo o cerca, de bosque densos de sabana estacionalmente inundables y campinas arbustivas, por debajo de los 150 m de altitud.

## Sistemática

### Descripción original
La especie A. disjuncta fue descrita por primera vez por el ornitólogo estadounidense Herbert Friedmann en 1945 bajo el nombre científico Myrmeciza disjuncta; localidad tipo «Cerro Yapacana, Amazonas, Venezuela.»
El género Aprositornis fue descrito por los ornitólogos Morton L. Isler, Gustavo A. Bravo y Robb T. Brumfield en 2013.

### Etimología
El nombre genérico femenino «Aprositornis» deriva del griego «aprositos»: inalcanzable, difícil de aproximarse, y «ornis, ornithos»: ave; significando «ave difícil de aproximarse»;  y el nombre de la especie «disjuncta», deriva del latín «disiunctus»: separado.

### Taxonomía
Hasta recientemente (2013), la presente especie estaba incluida en el amplio género Myrmeciza. La historia de este género se caracteriza por décadas de controversias e incertezas. Autores más recientes expresaron dudas consistentes en relación con la monofilia del grupo, pero no había ninguna revisión disponible que realmente probase la monofilia del grupo.
El estudio de Isler et al. 2013 presentó resultados de filogenia molecular de un denso conjunto de taxones de la familia Thamnophilidae (218 de 224 especies). Estos datos suministraron un fuerte soporte a la tesis de que Myrmeciza no era monofilético y que sus miembros están distribuidos en tres de las cinco tribus de la subfamilia Thamnophilinae propuestas por Moyle et al. 2009. También se compararon las características morfológicas, comportamentales y ecológicas de las especies de Myrmeciza con sus parientes próximos dentro de cada tribu, con el objetivo de determinar los límites genéricos.
Como resultado de estos análisis, los autores propusieron que las especies entonces situadas en Myrmeciza fueran reasignadas al propio género y a otros once, cinco de los cuales fueron resucitados: Akletos, Myrmelastes, Myrmoderus, Myrmophylax y Sipia, y seis de los cuales fueron descritos por primera vez: Ammonastes, Ampelornis, Aprositornis, Hafferia, Poliocrania, y Sciaphylax.
En relación con la entonces Myrmeciza disjuncta, los datos suministraron un fuerte soporte a la existencia de un clado, que denominaron «clado Myrmorchilus», dentro de una tribu Microrhopiini (una de las cinco tribus de la subfamilia Thamnophilinae propuestas por Moyle et al 2009), integrado por Myrmorchilus y tres especies separadas del amplio Myrmeciza: M. atrothorax, M. pelzelni y la presente. Por sus características exclusivas, los autores sugirieron un género propio para cada una de las tres especies. Como no había un nombre disponible, para la presente especie fue descrito el género Aprositornis. En la Propuesta N° 628 al Comité de Clasificación de Sudamérica (SACC), se aprobó este cambio, junto a todos los otros envolviendo el género Myrmeciza.
Los cambios fueron adoptados por la clasificación Clements checklist v.2017, y por el Congreso Ornitológico Internacional (IOC 2018, versión 8.1).
La especie es monotípica.